# Marieluise-Fleißer-Preis
Der Marieluise-Fleißer-Preis ist ein Literaturpreis im Gedenken an Marieluise Fleißer. Er wird seit 1981 alle fünf Jahre, seit 1986 alle drei Jahre und seit 2001 jedes zweite Jahr von der Stadt Ingolstadt am 23. November, dem Geburtstag Fleißers, verliehen. Der Preis ist seit dem Jahr 2002 mit 10.000 Euro dotiert. Die Vergabe dieses Preises war eine Verpflichtung, die durch Übernahme des Marieluise-Fleißer-Archivs entstand. Der Preis wird – so die Richtlinien – an deutschsprachige Autoren verliehen, deren Werke ähnlich wie die Marieluise Fleißers den Konflikt zwischen unerfüllten Glücksansprüchen und dem alltäglichen Leben zum zentralen Thema haben.
Neben dem Marieluise-Fleißer-Preis wird auch der Kulturpreis, die Goldene Bürgermedaille, der Jazzförderpreis und der Kunstpreis der Stadt Ingolstadt vergeben.

## Preisträger
- 1981: Irmgard Keun
- 1986: Uwe Dick
- 1989: Herta Müller
- 1992: Thomas Hürlimann
- 1995: Robert Schneider
- 1998: Gert Heidenreich
- 2001: Petra Morsbach
- 2003: Harald Grill
- 2005: Kerstin Specht
- 2007: Franz Xaver Kroetz
- 2009: Dea Loher
- 2011: Sibylle Lewitscharoff
- 2013: Rainald Goetz
- 2015: Ulrich Peltzer
- 2017: Christoph Ransmayr
- 2019: Iris Wolff
- 2021: Ines Geipel
- 2023: Lena Gorelik[2]